# Las campanas de Santa María
Las campanas de Santa María (The Bells of St. Mary's) es una película estadounidense de 1945 dirigida por Leo McCarey y con Bing Crosby, Ingrid Bergman, Henry Travers, William Gargan, Ruth Donnelly, Joan Carroll, Martha Sleeper, Rhys Williams, Richard Tyler y Una O'Connor como actores principales.  
Cuenta la historia de un sacerdote y una monja encargados de que no se clausure el colegio en que trabajan. Por la escena de la obra teatral de pastorela, es considerada película navideña.

## Reparto

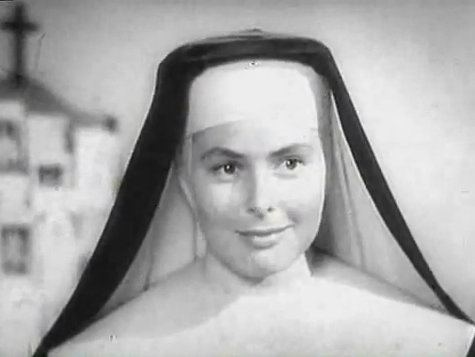
Ingrid Bergman en un fotograma del reclamo de la película.

- Bing Crosby: el padre Chuck O'Malley
- Ingrid Bergman: la hermana Mary Benedict
- Henry Travers: Horace P. Bogardus
- William Gargan: Joe Gallagher
- Ruth Donnelly: la hermana Michael
- Joan Carroll: Patricia Gallagher ("Patsy")
- Martha Sleeper: Mary Gallagher
- Rhys Williams: el Dr. McKay
- Richard Tyler: Eddie Breen
- Una O'Connor: la Srta. Breen
- Dewey Robinson (sin acreditar): un peatón
- Pietro Sosso (sin acreditar): un hombre ciego

## Premios y candidaturas
Premios Óscar
| Premio                 | Candidato           | Resultado |
| ---------------------- | ------------------- | --------- |
| Mejor película         | RKO Pictures        | Candidato |
| Mejor director         | Leo McCarey         | Candidato |
| Mejor actor            | Bing Crosby         | Candidato |
| Mejor actriz           | Ingrid Bergman      | Candidata |
| Mejor edición          | Harry Marker        | Candidato |
| Mejor sonido           | Stephen Dunn        | Ganador   |
| Mejor canción original | Jimmy Van Heusen    | Candidato |
| Mejor banda sonora     | Robert Emmett Dolan | Candidato |